# Koordinační rada (Bělorusko)
Koordinační rada pro předání moci (bělorusky Каардынацыйная рада па перадачы ўлады, rusky Координационный совет по передаче власти) je orgán vytvořený prezidentskou kandidátkou Svjatlanou Cichanouskou s cílem zprostředkovat demokratické předání moci v Bělorusku. Rada byla založena během protestů v Bělorusku v roce 2020 v reakci na sporné prezidentské volby.
První zasedání rady se konalo 18. srpna 2020. Od konce srpna do poloviny října téhož roku bylo několik členů předsednictva, včetně Cichanouské, zatčeno nebo se rozhodli vycestovat ze země v obavách z represí ze strany běloruských bezpečnostních složek. V září 2020 se Litva stala jediným suverénním státem, který uznal radu jako jedinou legitimní vládu Běloruska.

## Historie

### Vznik
Vytvoření Koordinační rady pro předání moci oznámila Svjatlana Cichanouská ve videu, které zveřejnila 14. srpna 2020. Ve videu rovněž prohlásila, že v prezidentských volbách v roce 2020 získala 60 až 70 % hlasů, a vyzvala mezinárodní společenství, aby uznalo její vítězství. Cichanouská prohlásila, že cílem rady je koordinovat pokojné a spořádané zbavení moci současného prezidenta Alexandra Lukašenka a co nejdříve uspořádat nové, svobodné a spravedlivé prezidentské volby.
Dne 17. srpna Cichanouská zveřejnila video, ve kterém uvedla, že je připravena vést přechodnou vládu.
Dne 18. srpna uspořádala rada první tiskovou konferenci, na níž na otázky odpovídali Olga Kovalková, Maksim Znak, Maryja Kalesnikavová, Pavel Latuško a Sergej Dylevský.

## Struktura
Cichanouská uvedla, že do rady se mohli přihlásit běloruští občané, kteří mají důvěru sociálních skupin a zároveň se domnívají, že oficiálně vyhlášené výsledky voleb byly zfalšovány. Přihlášky mohly podávat osoby zastupující dělnické skupiny, politické strany, odbory a další organizace občanské společnosti a autoritativní osobnosti, jako jsou lékaři, učitelé, podnikatelé, spisovatelé nebo sportovci. Shromažďováním a schvalováním žádostí o členství byli pověřeni Olga Kovalková a právník Maksim Znak.

### Předsednictvo
Dne 19. srpna 2020 rada hlasováním vybrala sedm členů předsednictva ze 14 kandidátů. Členové předsednictva si následně zvolili svého předsedu. Současnými členy předsednictva jsou:
- Světlana Alexijevičová, spisovatelka, nositelka Nobelovy ceny za literaturu
- Sergej Dylevský, vedoucí stávkového výboru Minských traktorových závodů[13]
- Maryja Kalesnikavová, koordinátorka prezidentské kampaně Viktara Babaryka v roce 2020
- Olga Kovalková, spolupředsedkyně strany Křesťanská demokracie
- Pavel Latuško, bývalý ministr kultury; Latuško oznámil, že koncem února 2023 v radě skončil.[14]
- Lilija Ulasava, mediátorka a právnička
- Maksim Znak, právník, člen štábu Viktara Babaryka[15]